# 火線危機4
《火線危機4》是日本遊戲公司Nextech所開發製作，由Namco發行的《Time Crisis》系列街機射擊遊戲，於2006年6月20日上市。此作曾於2006年度的E3遊戲展中亮相。
遊戲之後与其光枪设备被一同移植至PlayStation 3家用遊戲機平台，先後於2007年11月20日和12月10日於北美與日本上市。

## 故事概要
美軍聯合監察部收到了一項情報，指出美軍所研發的機密武器遭人流出，並即將賣給來自歐洲的恐怖組織「西方秩序解放陣線」（Western Order Libertation Front, "W.O.L.F."）。威廉羅許上尉奉命至加州第五碼頭進行調查，並由伊麗莎白康威特務中尉擔任其語音導航員。
國際諜報組織V.S.S.E.（Vital Situation,Swift Elimination）也收到了該項非法軍火交易之情報，並派遣幹員喬治布魯諾與及伊凡貝納被前往加州調查。但於機場下機後隨即遇上恐怖份子的襲擊，並遭遇生物兵器「Terror Bite」之攻擊。兩位幹員在戰鬥中遇上羅許上尉，羅許向兩人說明事情的經過，並以直升機協助二人脫離機場。
隨後三人搭乘直昇機前往加州金融區追捕一輛載著「Terror Bite」的卡車，途中遭到大型對空軍用卡車與戰鬥直升機的攻擊，最後他們以狙擊槍射穿輪胎的方式使卡車翻覆，正當三名人員前往卡車要將貨物取出時，卡車駕駛兼交易賣方的馬克斯持著反戰車步槍攻擊兩位幹員與羅許。經過一輪戰鬥，兩名幹員將馬克思擊斃後，三人在馬克思及恐怖份子身上找到了狗牌，發現敵人並非恐怖份子，而是美軍中專門使用生物武器的機密特種部隊「哈梅林营」的隊員。
隔日凌晨，三人乘坐直昇機前往懷俄明國家公園的研究所途中，被敵方以火箭炮攻擊而被迫棄機。走至附近的洞穴時，敵方已派出士兵和「Terror Bite」迎戰。
經過一路上的戰鬥之後，三人終於到了研究所，並與美軍哈梅林營成員傑克交戰。在成功擊敗傑克之後，三人發現「Terror Bite」已被運走。
三人隨即前往位於科羅拉多州空軍基地。三人抵達時，基地已經遭受到哈梅林營的攻擊了。為了阻止對空車輛與戰鬥直昇機，兩位幹員自直昇機上支援地面部隊。在無人隱形轟炸機出動之後，三人遭到野狗的以附有金屬鉤的繩索牽制了直昇機，並展開攻擊。
在一輪戰鬥後，野狗往停機棚內移動，喬治與伊凡跟隨在後。雙方於是在停機棚內展開第二次交戰。
擊敗野狗之後，發現哈梅林營長葛瑞格利已經讓搭載核武的無人隱形轟炸機出擊了。由於無法利用網路連線阻止轟炸機，因此必須按下基地內的攻擊取消按鈕。
喬治與伊凡隨即與葛瑞格利展開戰鬥。雙方交戰經過了一段時間之後，葛瑞格利走到了控制台上，並破壞了與控制台連接的階梯。此時羅許上尉與科羅拉多州兵築起了人梯，讓兩位幹員爬上去阻止葛瑞格利。
在擊斃葛瑞格利之後，喬治與伊凡在核彈擊中市中心之前成功的按下了攻擊取消按鈕，使得飛彈在空中自毀，阻止了哈梅林營的攻擊行動。

## 遊戲系統

第一關遊戲畫面

本遊戲在延續了前作「火線危機３」的系統之外，也有加入新的要素：
多畫面戰鬥（Multi-Screen Battle）
- 玩家在部分關卡（1-1、1-3、3-2）中，必須對付來自二至三個方向的敵人。藉由槍口向左、向右點（Gun Con 3）或是利用PS3的右類比搖桿，在二至三個畫面間變換。
- 這個系統源自於「火線危機 泰坦計劃（日语：タイムクライシス_プロジェクトタイタン）」的「多處躲藏系統（Multi Hiding System）」。

直昇機戰鬥模式
- 在1-2、3-1關，玩家搭乘直昇機並使用彈數無限的機載機關槍（Mounted Machine Gun）或是機關砲（Automatic Cannon）來攻擊敵人。
- 在1-2關，1P使用機載機關槍，2P使用機關砲。
- 在3-1關，1P使用機關砲，2P使用機載機關槍。

血量損傷判定
- 本作導入了血量條。若是被Terror Bite咬傷，血量條被扣完的話，就會失去一命的傷害。
- 在多畫面戰鬥時，螢幕右上方會出現像紙張狀的防護牆(2個或3個)，每遭到4次攻擊，就會損失1個防護牆，若防護牆全部遭到破壞（防禦任務失敗）才會失去一命。

語音導航
玩家在遊戲進行時，NPC角色會藉由語音來建議玩家選用適合的武器等關鍵訊息。
總分計算
- 除了將破關時間額外得分大幅提升之外，本作並將命中率納入額外得分。
- 若是多畫面戰鬥失敗的話，則無法獲得破關時間之額外得分。

### 全任務模式
本模式只有在PS3版上登場。本模式包括了主角為威廉羅許的第一人稱射擊模式與傳統射擊模式。
第一人稱射擊模式
玩家可使用GunCon3來進行此模式，並藉由安裝於GunCon3前端與後端的兩個類比搖桿來操作人物與視角的移動。
血量則是並用了血量條與血量格。玩家在遭受攻擊時會扣血量條，被扣完一條血量條則損失一格血量格。血量條可以在於定點停頓不移動的情況下恢復，血量格則必須取得特定道具才能恢復。

### 危機任務
VSSE以本次的事件為藍圖，與美軍展開聯合演習。玩家必須扮演一名VSSE的新進幹員來進行各項任務。過去的主角也在此模式中客串演出。

## 主要登場人物

### V.S.S.E.
- 喬治‧布魯諾（Giorgio Bruno）

義大利西西里島巴勒莫人，29歲。前義大利ＮＯＣＳ（國家警察治安治安作戰中央部隊）警員。
喬治來自某個顯赫的義大利黑手黨家族，但在他10歲那年因為黑道間的內鬥，使得家族瓦解，全部人中只有他逃過了一劫。之後喬治被一名警察所領養，長大之後成為了一名警察。由於能力優秀，因此被V.S.S.E.請去當幹員。
平常時候是米蘭一家餐廳的主廚，以千層麵聞名。喬治喜歡單手持槍。
- 伊凡‧貝納（Evan Bernard）

法國魯昂人，25歲。
原本為海上搜救員，因表現出色而被V.S.S.E.請去當幹員。
性格草率，憑直覺行事，和深思熟慮的喬治有很大反差，但二人仍是合作無間。
平常時候的身分是一名建築工人。

### 美軍聯合監察部
- 威廉‧羅許（William Rush）

愛裔美人，出生於德克薩斯州達拉斯市，33歲。美國陸軍特種部隊上尉，本次行動中隸屬於美軍聯合監察部特殊作戰師團。出身於軍人世家，父親生前為陸軍中將。過去曾經打擊過與南美洲毒梟串通的海軍陸戰隊成員。由於具有強烈的愛國心，所以對於叛變的哈梅林營極為憤怒。
- 伊麗莎白"貝絲"‧康威（Elizabeth "Beth" Conway）

美國人，出生於明尼蘇達州明尼阿波利斯市，25歲。美國空軍特務中尉，本次行動中任職美軍聯合情報部門。本次行動中，她乘坐於最新型空中預警機「XSWAC-12」中，擔任語音導航既情報管制員。她似乎熱衷於職業摔角。

### 美軍哈梅林營
- 葛瑞格利‧巴洛斯（Gregory Barrows）

美國人，出生於南卡羅來納州查爾斯頓市，48歲。美軍生物武器特殊部隊「哈梅林營」營長，階級為中校。本次的最終敵人。為了達到目的會不擇手段，並且都會將行為合理化。由於部隊的權限甚低加上遭人冷落，因此為了展現部隊的存在價值而發動叛變。葛瑞格的上半身有刺青，左眼為高性能義眼，可以放出特定頻率的無線電訊號來操縱Terror Bite。此外他能夠輕而易舉地單手使用沙漠之鷹。
- 馬克斯‧布萊克（Marcus Black）

美國人，38歲。美軍生物武器特殊部隊「哈梅林營」第三連連長，階級為上尉。馬克思是個受到金錢利益薰心的，為了錢而擅自將「Terror Bite」賣給恐怖組織。戰鬥的時候使用反戰車步槍，並利用附有金屬掛鉤的繩索來移動，能夠控制蜜蜂型的Terror Bite。
- 傑克‧瑪瑟斯（Jack Mathers）

美國人，33歲。美軍生物武器特殊部隊「哈梅林營」第二連連長，階級為中尉。使用二連裝的輕機槍與手榴彈，並會使用摔角技巧。傑克有一位弟弟，登場於PS3全任務模式。使用特殊枪械，发射带有蓝色轨迹的曳光弹，两脚装有加速装置。
- 野狗（Wild Dog）

國籍、年齡不明。傭兵集團「野狗」的首腦。除了「危機地帶」之外的火線危機系列作品皆有登場。本次事件受雇於哈梅林營。不同於過去的深藍色襯衫搭配紅色領帶，野狗在本作品中則是穿著黃色的襯衫搭配帶有玫瑰圖案的白色領帶。除了愛用的毛瑟C96，左手的義肢可以射出附有金屬鉤的繩索，並可換裝為機關槍、火箭推進式榴彈發射器、牽引光束發射器﹑重力槍。
- 野性之牙（Wild Fang）

國籍、年齡不明。野狗的徒弟。登場於PS3的全任務模式。手持衝鋒手槍，右腳的義肢則可以發射牽引光束。

## 登場武器

### 傳統射擊模式（街機模式）
本作延續前作「火線危機３」的武器選擇系統，計有手槍（Hand Gun）、衝鋒槍（Machine Gun）、霰彈槍（Shot Gun）、槍榴彈（Grenade）四種武器供選擇。在直昇機戰鬥模式，則可使用機載機關槍（Mounted Machine Gun）或機關砲（Automatic Cannon），關卡1-2後段，玩家需使用狙擊步槍(Sniper Rifle)，將敵方貨車的後輪打破才算過關。
舊有槍枝：
- 手槍Hand Gun - 9發，可無限補充子彈。
- 手持機關槍Machine Gun - 彈數上限增加為300發（前作為200發），可連射。
- 散彈槍Shot Gun - 彈數上限增加為50發（前作為30發），由於必須上膛，因此無法連射。
- 榴彈槍 - 彈數上限5發。

(注意:當武器子彈用完，會出現[Reload]的字樣，更換武器後且未獲得補充，就無法繼續使用)
(補充彈藥方式:攻擊螢幕上的黃色軍裝士兵)
關卡指定槍枝：
- 機關槍 - 彈數無限。關卡1-2由1P玩家使用，關卡3-1由2P玩家使用。
- 機關砲 - 彈數無限，威力較機載機關槍強，但是連射性較低。關卡1-2由2P玩家使用，關卡3-1由1P玩家使用，開火時可從畫面上見到炮彈發射的煙跡。
- 狙擊槍 - 2發，可無限補充子彈。關卡1-2中使用。
- 重機槍 - 彈數無限。在關卡1-3的3畫面戰鬥中(貨車)，用來攻擊敵人和頭目。

### 第一人稱射擊模式
- 手槍 - 彈數16發，攜帶上限320發。
- 衝鋒槍 - 彈數70發，攜帶上限500發。
- 霰彈槍 - 彈數8發，攜帶上限48發。
- 槍榴彈 - 彈數2發，攜帶上限6發。
- 小刀 - 於近距離白兵戰時所使用之小刀。
- 手榴彈 - 攜帶上限6枚。
- ＵＰＤ - 專門對應Terror Bite之武器，攜帶上限5枚。
- 盾牌 - 全任務模式全破之後可以獲得，用以阻擋子彈，耐久力無限。

### Terror Bite
- 美軍利用基因改造，所研發的軍用動物。
- 有聖甲蟲型（地面突襲）、蜜蜂型（空中突襲）、蜱蟎型（自爆），與螳螂型（自主攻擊）四種。
  - 聖甲蟲型Terror Bite，需用衝鋒槍攻擊。其中在關卡2-1的3畫面戰鬥中，要一邊擊破牠們，一邊爬出流沙。
  - 蜜蜂型Terror Bite，需用散彈槍或榴彈槍攻擊。
  - 蜱蟎型Terror Bite，需在一定的時間內，用衝鋒槍擊破牠或躲避，不然會被牠的自爆損失一命。
  - 螳螂型Terror Bite，不但會自主攻擊(被攻擊直接損失一命)，擊破之後還會分裂成三隻小的飛行螳螂(被小型螳螂攻擊會扣血條)。

## 评价
本作的PS3版获得媒体褒贬不一的评价。IGN的Jeff Haynes为游戏给予了好评，表示游戏拥有许多独特的模式和设计，让整个游戏变得十分有趣。。而Game Informer的Matt Miller认为游戏相当糟糕，PS3的Guncon控制器让人感觉廉价，模拟摇杆也很难使用，关卡设计的平衡性很差。

## 外部連結
- 火線危機4官方國際網頁
- 火線危機4商務版官方網站 (日文)
- 火線危機4家用版官方網站 (日文)